# Otto Pilecki
Otto Pilecki herbu Leliwa (zm. 1504) – podkomorzy lubelski w latach 1479–1504, kasztelanic krakowski.
Był świadkiem przyjęcia przez króla Kazimierza Jagiellończyka hołdu od hospodara Mołdawii Stefana w Kołomyi w 1485 .
Do jego włości zaliczały się klucze bełżycki i sośnicki (1478–1487 do zamiany dóbr z bratem Stanisławem i ponownie od jego bezpotomnej śmierci w 1493), klucz łańcucki (część od 1487, całość od 1493), a także przejściowo kańczucki (1478–1487) oraz starostwo zamechskie (królewszczyzna, od 1493).
Syn protoplasty rodu Pileckich Jana Pileckiego i kasztelanki sądeckiej Jadwigi z Kurowskich, córki Piotra Kurowskiego herbu Sulima i Burnety. Otto Pilecki ożenił się ze starościanką generalną Wielkopolski Anną Piotrówną Szamotulską. Jego dziećmi byli:
- Mikołaj Ocic Pilecki (zm. po 1531) – kasztelan bełski i lwowski, przejął po ojcu dobra bełżyckie, później i inne po zmarłych braciach[5],
- Andrzej Ocic Pilecki (zm. 1509), otrzymał po ojcu starostwo zamechskie[5][6] ,
- Stanisław Ocic Pilecki (zm. 1523) – sekretarz królewski, podkomorzy przemyski i starosta sanocki, dzierżył po ojcu klucz sośnicki i zarządzał dobrami łańcuckimi[5][6] ,
- Katarzyna z Pileckich Jandzina – starościna stryjska.